# Szetepenré
A Szetepenré (stp-n-rˁ; „Ré választottja”) ókori egyiptomi név. Leggyakrabban uralkodói név elemeként fordult elő, de esetenként személynévként is.
Híres viselői:

## Személynévként
- Szetepenré hercegnő, Ehnaton és Nofertiti legkisebb lánya (XVIII. dinasztia)
- Szetepenré herceg, II. Ramszesz fia, lásd II. Ramszesz gyermekeinek listája (XIX. dinasztia)

## Uralkodói névként
- Uszermaatré Szetepenré (II. Ramszesz)
- Uszerheperuré Szetepenré (II. Széthi)
- Akhenré Szetepenré (Sziptah)
- Uszermaatré Szetepenré (VII. Ramszesz)
- Noferkaré Szetepenré Haemuaszet (IX. Ramszesz)
- Hepermaatré Szetepenré (X. Ramszesz)
- Hedzsheperré Szetepenré (I. Neszubanebdzsed)
- Aheperré Szetepenré (I. Oszorkon)
- Netjerheperré Szetepenré (Sziamon)
- Tjeheperré Szetepenré (II. Paszebahaenniut)
- Hedzsheperré Szetepenré (I. Sesonk)
- Szekhemheperré Szetepenré (I. Oszorkon)
- Hekaheperré Szetepenré (II. Sesonk)
- Hedzsheperré Szetepenré (I. Takelot)
- Uszermaatré Szetepenré (III. Sesonk)
- Hedzsheperré Szetepenré (IV. Sesonk)
- Uszermaatré Szetepenré (Pami)
- Uasznetjerré Szetepenré (VI. Sesonk)